# Adrianna Tate-Duncan
 (juin 2016).
Si vous disposez d'ouvrages ou d'articles de référence ou si vous connaissez des sites web de qualité traitant du thème abordé ici, merci de compléter l'article en donnant les références utiles à sa vérifiabilité et en les liant à la section « Notes et références ».
Adrianna Tate-Duncan est un personnage fictif et est un des personnages principaux de la série télévisée américaine 90210 Beverly Hills : Nouvelle Génération interprétée par Jessica Lowndes. Au début de la série, Adrianna se drogue et est plutôt mal vue. Au départ, elle n'était pas considérée comme un personnage principal, mais elle l'est devenue en remplaçant la grand-mère d'Annie, jouée par Jessica Walter.

## Biographie fictive
Adrianna Tate-Duncan est une ancienne star enfant, actrice et musicienne, et est amie avec Annie, Silver, Navid et Naomi. En dehors de sa scolarité, elle tourne dans des films depuis son plus jeune âge. Avec un père absent, sa mère lui a fait passer des auditions très jeune, ayant très vite du succès Adrianna est devenue célèbre à un jeune âge ce qui sera très lourd à porter durant son adolescence.
Au lycée, elle et Naomi ont pu entrer dans un club C & C, avec un accès à la cocaïne et au champagne. Naomi a seulement essayé une fois, mais Adrianna était devenu accro cela lui faisait oublier la pression qu'on lui mettait. Elle souffre d'une toxicomanie grave et sa mère a plutôt une influence toxique sur elle en la poussant dans une carrière d'actrice dont elle ne veut plus. Elle va tomber enceinte alors qu'elle est encore au lycée ce qui va beaucoup compliquer les choses avec son entourage. Elle est dans une relation à long terme avec Navid, qui cause des tensions avec l'une de ses meilleures amis, Silver, quand elle commence à avoir des sentiments pour Navid. Ils réparent cependant leur amitié à la fin de la saison. Dans la finale de la série, elle sort officiellement avec Navid.

### Saison 1
C'est la meilleure amie de Naomi. Elle essaie de percer dans le milieu du cinéma en passant des castings.
Elle fait partie de la troupe de théâtre du lycée de Beverly Hills et a même le premier rôle. Cependant, elle a des problèmes avec la drogue et Brenda l'oblige à laisser sa place à Annie lors de la représentation de la comédie musicale du lycée car Adrianna était droguée. Adrianna prend de plus en plus de drogue et fait une overdose. À la suite de cette overdose, elle est obligée d'aller dans un centre de désintoxication qui sera payé par Navid. Après cela, Adrianna et Navid vont se rapprocher et se mettre ensemble.
À sa sortie de désintoxication, Adrianna invite Brenda et Kelly à une journée de soutien. Adrianna apprendra le soir même qu'elle est enceinte d'un homme qu'elle a rencontré lors de sa désintoxication. 
Elle finit par avouer la nouvelle à Navid. Mais Navid ne souhaite pas continuer leur relation.
Par la suite Adrianna apprend au père de cet enfant qui s'avère être Ty Collins, qu'elle est enceinte, elle aura son soutien, ainsi que celui de ses parents, mais tout ceci n'était que manipulation afin qu'Adrianna mette fin à cette grossesse. Heureusement, sa mère est là pour elle, elle décide de la soutenir dans la décision qu'elle prendra. Adrianna met fin à sa relation avec la famille Collins, et décide de taire le nom du père de son bébé.
Le soir du bal de la Saint-Valentin, Navid et Adrianna décident de se remettre ensemble. Ils garderont Sam (le fils de Kelly) et ils rencontreront des futurs parents pour le bébé. Navid et Adrianna décident de passer le reste de leur vie ensemble, mais leur entourage est plutôt sceptique.
Finalement, ils abandonneront l'idée de se marier mais aussi le bébé puisqu'aidée par Brenda lors de son accouchement - le soir du bal de promo de fin d'année - elle décide de laisser un couple adopter le bébé.

### Saison 2
L'été est fini et Adrianna semble aller mieux. Elle souhaite être une Adrianna « sans drama » cette année. Elle refuse de reprendre la comédie, bien que sa mère la pousse à appeler son agent.
Sa relation avec Navid continue jusqu'à ce que Teddy - son premier amour et celui avec qui elle a perdu sa virginité - ne fasse son apparition. Dès lors, Adrianna va peu à peu réaliser que tout n'est pas fini entre eux deux et quitte Navid (avec qui elle aura couché) pour être avec Teddy. Seulement ce dernier bien qu'intéressé, ne souhaite pas avoir une relation "exclusive" avec Adrianna.
Adrianna tente alors de récupérer Navid, mais Teddy lui a avoué ce qu'il s'est passé entre eux. Adrianna est désespérée. Navid la délaisse, elle se sent mal et fait un rechute dans la drogue mais elle sera très vite épaulée par Navid qui la soutient mais qui ne veut pas retenter de se remettre avec elle. Alors qu'elle sympathise énormément avec Gia, l'associée de Navid au Blaze. Ces deux se rapprochent et Adrianna qui voit des sentiments naissants est d'abord contre une relation avec Gia, mais se laisse finalement aller et affiche au grand jour sa relation.
Côté carrière, Adrianna rejoint un groupe du lycée dans lequel elle devient chanteuse, les Glorious Steinems. La nouvelle petite amie de Navid en fait également partie ce qui provoque en elle un sentiment de jalousie que Gia ne rate pas. Laurel, la mère d'Ivy remarque Adrianna et veut la faire chanter en solo, sans le groupe. Elle la prend sous son aile et suit de là, une longue carrière pour Adrianna. Laurel réussit à lui faire un duo avec un célèbre chanteur Javier Luna, ce qui marque le début de sa notoriété. Alors que ces deux se rapprochent de plus en plus tant artistiquement qu'amoureusement, Navid tente tant bien que mal de rassembler son courage pour avouer qu'il éprouve toujours des sentiments pour elle. À la fin de la saison 3, elle est confrontée à un dilemme : Celui de l'opportunité de sa vie, faire une tournée avec Javier Luna ou rester à Beverly Hills avec son bien aimé.

### Saison 3
Javier et Adrianna sont de retour de leur tournée, Navid est impatient de retrouver sa copine mais un imprévu va se passer, un accident va les frapper ce qui entraînera la mort de Javier. Alors qu'Adrianna souffre encore de douleur d'avoir perdu son ami, Laurel lui met la pression pour qu'elle réécrive au plus vite une nouvelle chanson ou son succès pourrait retomber. Alors que les effets personnels de Javier lui ont été confiés après sa mort, elle y découvre un petit carnet dans lequel des chansons y sont écrites. Elle utilisera l'une d'entre elles pour chanter à l'enterrement de Javier, ce qui aura un succès incroyable mais avec de lourdes répercussions, tant pour elle que pour sa carrière. 
Alors que sa notoriété l'aveugle, ses amis sont de plus en plus lassés de son comportement hautain. Même Navid n'arrive plus à la supporter, il la quitte. Mais elle ne tardera pas à découvrir qu'il a en fait une nouvelle petite amie, et c'est la surprise lorsqu'elle découvre qu'il s'agissait en fait d'une de ses meilleures amies. Elle va alors se venger très clairement en n'hésitant pas à jouer avec la santé de sa meilleure amie. À la fin de la saison alors que son succès est retombé, et que ses amis l'ont abandonné, elle pense alors au suicide.

### Saison 4
Adrianna essaie de se réintégrer au groupe, mais sans succès. Elle se sent seule et elle finira dans les bras d'Austin. Pour se débarrasser de sa présence à leur appartement, Dixon lui trouvera un job dans le bar de Liam. Elle commencera alors à tisser des liens avec lui. Adrianna rencontrera un homme sur la plage, et il commencera à l'observer. Cet homme l'inquiète… et il n'est qu'autre que Jim, le mari de Jane.
Adrianna est obligé de monter sur scène lors du concours de talent organisé par Ivy pour le cancer de Raj, parce que Dixon se sent trop mal pour faire son numéro. C'est là qu'elle comprendra qu'il a un problème de drogues et elle décidera d'intervenir. Adrianna se menotte à Dixon pendant 24 heures pour vérifier s'il a véritablement des problèmes de drogues. Il réussira tout de même à consommer sans qu'elle s'en aperçoive. Adrianna le croit donc clean, mais Dixon est accro plus que jamais. Elle n'est pas invitée au voyage à Vegas, mais elle s'y rendra quand même pour vérifier l'état de Dixon, qu'elle trouvera au bord du gouffre. Elle l'aidera, puis ils s'embrasseront. Annie les surprendra et, fâchée, Adrianna lui explique qu'elle est la seule personne qui prend soin de Dixon.
Au retour de Dixon, elle refuse de sortir avec tant qu'il n'a pas fini de se sortir de ces problèmes.

### Saison 5
La saison commence par Dixon, à l'hôpital, qui réclame Adrianna ; celle-ci a couché avec un autre garçon pour l'oublier après leur rupture. Elle s'en veut beaucoup quand elle voit son état de santé et tente d'oublier cette erreur.
Adrianna sera là pour son amie Silver quand celle-ci a besoin de son aide pour des problèmes personnels, révélant ainsi qu'elle peut être une bonne confidente.
Adrianna essaye de réussir sa carrière ; pour cela elle doit travailler avec un homme dénommé Taylor pour la réalisation d'un de ses clips. Alors qu'elle lui fait une démonstration sensuelle de sa chorégraphie, les choses dérapperont entre eux. Le comportement relativement agressif de Dixon à son encontre, poussera encore plus Adrianna à se rapprocher de Taylor.
Pour l'anniversaire d'Adrianna, Dixon semble avoir prévu quelque chose de spécial. Silver de peur que ce soit une demande en mariage, pousse son amie à lui révéler son aventure avec Taylor. Leur couple connaît des hauts et des bas. Dixon rencontre quant à lui, une jeune femme du nom de Meghan. Dixon ira jusqu'à utiliser les recettes des concerts d'Adrianna pour renflouer les comptes de Meghan. Adrianna le quitte lorsqu'elle s'en rend compte.
Des divergences d'opinion auront lieu entre Silver et Adrianna car alors qu'elles avaient fait un pacte pour ne pas sortir avec Mark, (qu'elles trouvaient toutes les deux à leur goût), Silver la trahit en sortant avec lui. Adrianna met fin à leur amitié car elle juge que cette dernière n'a pas changé depuis le lycée.
Adrianna retombe dans les bras de Navid, à leur plus grande surprise mutuelle.
Alors que pour aider une amie, Adrianna chante au pied levé, la scène du concert s'effondre sur elle. Navid fera tout pour la sauver, prouvant ainsi qu'il tient vraiment à elle. Ils finiront par se remettre ensemble.